# Glasgow
Glasgow (in scozzese Glesga, in gaelico scozzese Glaschu; in italiano storico Glasgovia) è la più grande città della Scozia e la quinta più grande del Regno Unito. Si trova sul fiume Clyde, nelle Lowlands centro-occidentali del paese. I suoi abitanti sono detti glasvegiani (in inglese Glaswegians).
Capitale economica della Scozia, è la città scozzese con la più alta densità di popolazione, con 3 395 abitanti per chilometro quadrato (dati del censimento del 2011), nonché la terza città britannica per numero di turisti stranieri dopo Londra ed Edimburgo.
La Glasgow city è una delle 32 aree amministrative della Scozia dalla riforma del governo locale del 1999, prima della quale la città era il capoluogo della regione di Strathclyde.
La Glasgow Central Station è tra le principali stazioni ferroviarie della Gran Bretagna.

## Descrizione
Glasgow è cresciuta da un piccolo insediamento rurale sul fiume Clyde fino a diventare uno dei più grandi porti del mondo. Espandendosi da borgo vescovile e reale medievale, con la fondazione della quarta più antica università della Gran Bretagna, l'Università di Glasgow nel 1451, divenne un importante centro dell'Illuminismo scozzese nel XVIII secolo. Dal XVIII secolo la città è cresciuta anche come uno dei principali scali della Gran Bretagna per il commercio transatlantico con il Nord America e le Indie Occidentali.
Con l'inizio della Rivoluzione industriale, la popolazione e l'economia di Glasgow e delle regioni circostanti si espansero rapidamente, finché la città divenne uno dei centri preminenti mondiali di prodotti chimici, tessili e d'ingegneria, in particolare nella cantieristica navale e nell'industria ingegneristica navale, fabbricando molte navi innovative e famose. Glasgow fu conosciuta come la "seconda città dell'Impero britannico" per gran parte dell'era vittoriana e del periodo edoardiano. Oggi è uno dei primi dieci centri finanziari d'Europa ed è sede di molte delle aziende principali della Scozia. Glasgow è anche classificata come la 57ª città più vivibile al mondo.
Tra la fine del XIX e l'inizio del XX secolo Glasgow è cresciuta in popolazione fino a raggiungere un picco di 1 128 473 nel 1939. Nel 1960, a seguito di progetti di rinnovo urbanistico, vi è stato un grande trasferimento di persone a nuove città e sobborghi periferici, che hanno ridotto la popolazione attuale del Comune di Glasgow (il centro della città) a 633 000, e con 1 199 629 persone che vivono nell'area urbana della Greater Glasgow. L'intera regione che circonda l'agglomerato urbano conta circa 2,3 milioni di persone, il 41% della popolazione della Scozia. Glasgow ha ospitato i Giochi del Commonwealth del 2014. Glasgow è anche nota per la rivalità calcistica tra Celtic e Rangers.

## Origine e significati del nome della città
Abitualmente si fa derivare il nome Glasgow dall'antico Brittonico "Glas cau" o da un termine affine in Gaelico scozzese, che significa "piccola valle verde". L'insediamento aveva probabilmente un nome Cumbrico più antico, Cathures; il nome moderno appare per la prima volta nel periodo Gaelico (nel 1116) come Glasgu.
Tuttavia, viene anche ricordato che il sovrano del regno di Strathclyde, Rhydderch Hael, accolse San Mungo (Kentigern) e lo fece nominare vescovo del luogo intorno al 540. Per circa tredici anni Kentigern visse ed evangelizzò nella regione, costruendosi una chiesa lungo il torrente Molendinar Burn e convertendo molte persone con la predicazione. Si sviluppò quindi intorno a lui una grande comunità di persone, che divenne famosa come "Glasgu" (che significherebbe la "cara famiglia"). La confusione tra i termini: Cara famiglia, Cara valle verde, Piccola valle verde non è a tutt'oggi ancora pienamente risolta.
Il termine Cara valle verde (Glaschu) viene spesso erroneamente citato come una traduzione Gaelica del nome della città, ma in realtà esso deriva dalla descrizione che Daniel Defoe diede della città quando la visitò all'inizio del XVIII secolo; egli 
affermò anche che Glasgow era "il paradiso della Scozia e una delle città più pulite e meglio costruite in Gran Bretagna." Un altro scrittore dell'epoca disse, parlando del fiume Clyde: "Non ho mai visto prima nessun fiume che possa rivaleggiare con il Clyde quanto a bellezza naturale. Mai un corso d'acqua scorse più gradevolmente verso l'oceano o attraverso una regione più graziosa." A quel tempo la popolazione della città assommava a circa 12 000 abitanti e i suoi edifici consistevano per lo più di strutture compatte in legno, nessuna delle quali è rimasta fino ad oggi.

## Lo stemma
Lo stemma di Glasgow risale al 1866, quando la Corte araldica scozzese ("the Court of the Lord Lyon") concesse per la prima volta alla città il privilegio di possederlo. Esso commemora il santo patrono di Glasgow, Kentigern, meglio conosciuto come san Mungo, e include quattro emblemi: un uccello, un albero, una campana e un pesce, specificamente un salmone, con un anello nella bocca. Gli emblemi rappresentano i quattro miracoli che si suppone abbia compiuto san Mungo e che sono ricordati nella seguente filastrocca tradizionale:
Qui è l'albero che non crebbe mai

Qui è la campana che non suonò mai

Qui è il pesce che non nuotò mai»
I sostegni sono due salmoni che portano un anello ciascuno, e lo scudo che riporta i quattro emblemi (nella forma dello scudo francese antico) è sormontato da un castello (o talvolta da un elmo) sopra il quale si trova san Mungo stesso.
Il motto della città, tratto da una predica di san Mungo, è Let Glasgow flourish, Che Glasgow prosperi, una versione accorciata dell'originale "Signore, che Glasgow prosperi per la predicazione della Parola e la glorificazione del tuo Nome". Il motto fu recentemente commemorato in una canzone dal titolo Mother Glasgow resa popolare dagli Hue and Cry, un gruppo musicale della vicina città di Coatbridge.

## Società

### Evoluzione demografica

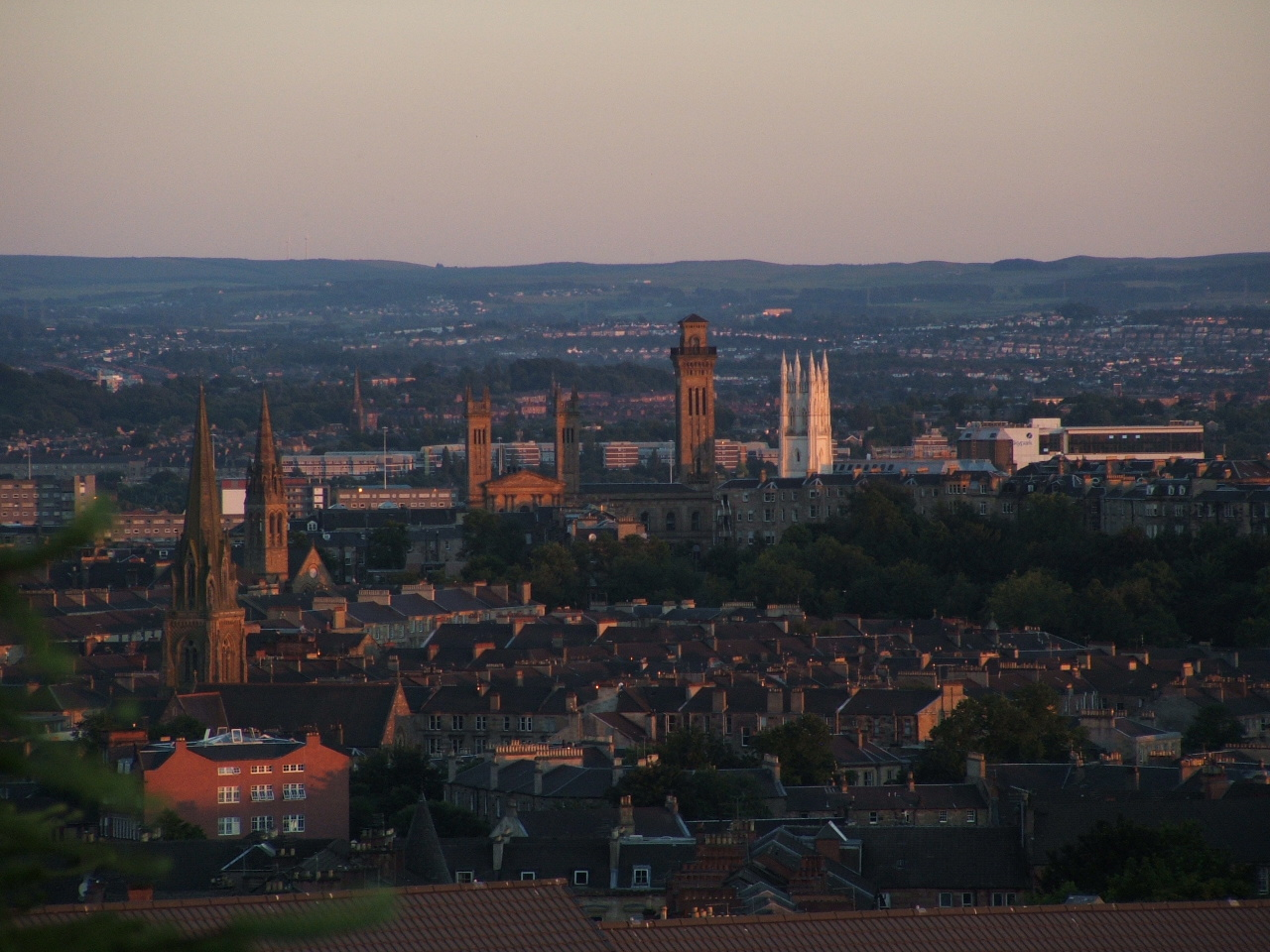
Panorama di Glasgow dalla sommità del parco di Ruchill: si nota in particolare la zona di Park Circus.

La città di Glasgow raggiunse il milione di persone già agli inizi del Novecento. Dopo gli anni sessanta la popolazione si spostò in gran parte nella periferia della città, in quella che oggi è chiamata area metropolitana di Glasgow. Oggi Glasgow ha una popolazione di 592 000 abitanti, secondo il censimento del 2001, e 2,2 milioni di persone vivono nell'area metropolitana chiamata Greater Glasgow, cioè nell'area in un raggio di 15 miglia (24 km) dal centro della città. Se si considera la regione di Strathclyde (la valle del fiume clyde in gaelico scozzese) la popolazione supera i 2,6 milioni di abitanti, cioè oltre la metà della popolazione di tutta la Scozia.
| Nucleo urbano                 | Popolazione | Area (km²) | Densità (/km²) | Area (mi²) | Densità (/mi²) |
| ----------------------------- | ----------- | ---------- | -------------- | ---------- | -------------- |
| Glasgow City                  | 592 000     | 175,49     | 3,293          | 67,75      | 8,528          |
| Città di Glasgow              | 592 000     | 162,10     | 3,883          | 62,58      | 10,058         |
| Cuore dell'area metropolitana | 2 100 000   | 555,27     | 1,562          | 214,38     | 4,044          |
| Greater Glasgow               | 2 600 000   | 368,46     | 3,171          | 142,26     | 8,212          |

### Effetto Glasgow
Gli studi demografici sugli abitanti di Glasgow hanno evidenziato un peculiare fenomeno: a parità di stili di vita e condizioni sociali, i cittadini di questa città hanno un'aspettativa di vita notevolmente inferiore a quella di altre zone del Regno Unito. Il fenomeno è particolarmente evidente se si confrontano i dati con quelli di città britanniche "simili" come Liverpool e Manchester; gli abitanti di Glasgow hanno il 30% di possibilità in più di morire prematuramente, ossia prima dei 65 anni, rispetto agli abitanti queste due città.

## Geografia fisica

### Clima

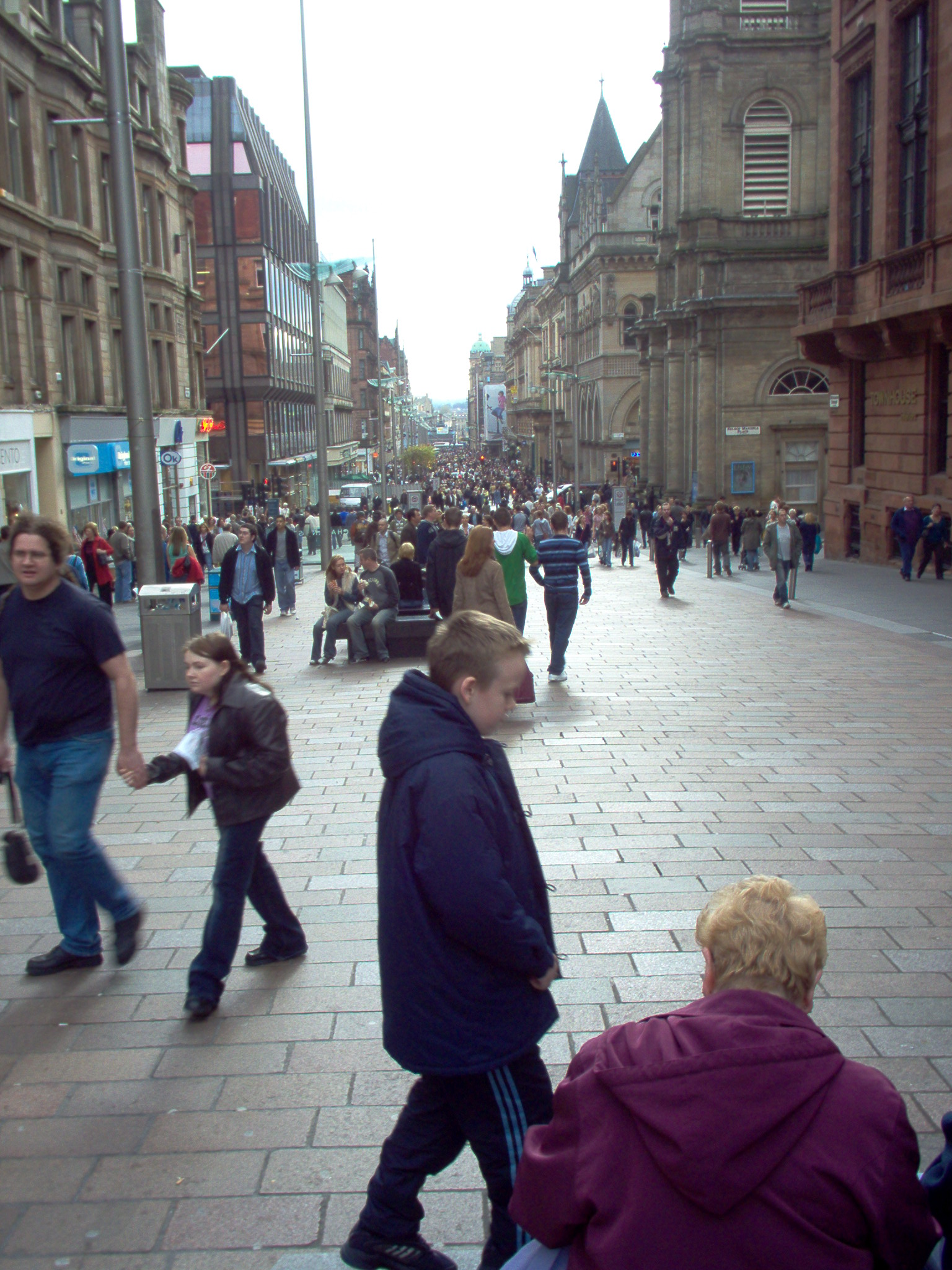
Buchanan street.

La città ha il classico clima scozzese, quindi oceanico: piogge molto frequenti durante l'arco dell'anno, ma anche cambiamenti frequenti nel corso della stessa giornata, con alternanza di pioggia ed ampie schiarite.
Durante l'estate le giornate sono generalmente fresche e piovose, con temperature minime di circa 10/12 gradi e massime di 18/20 gradi. Gli inverni sono invece lunghi e grigi, con poche giornate di sole.
I venti sono generalmente occidentali e dovuti principalmente alla mite corrente del Golfo, ma va detto che ogni tanto in inverno arrivano masse d'aria gelida e nevicate dal Polo Nord.

### Temperatura

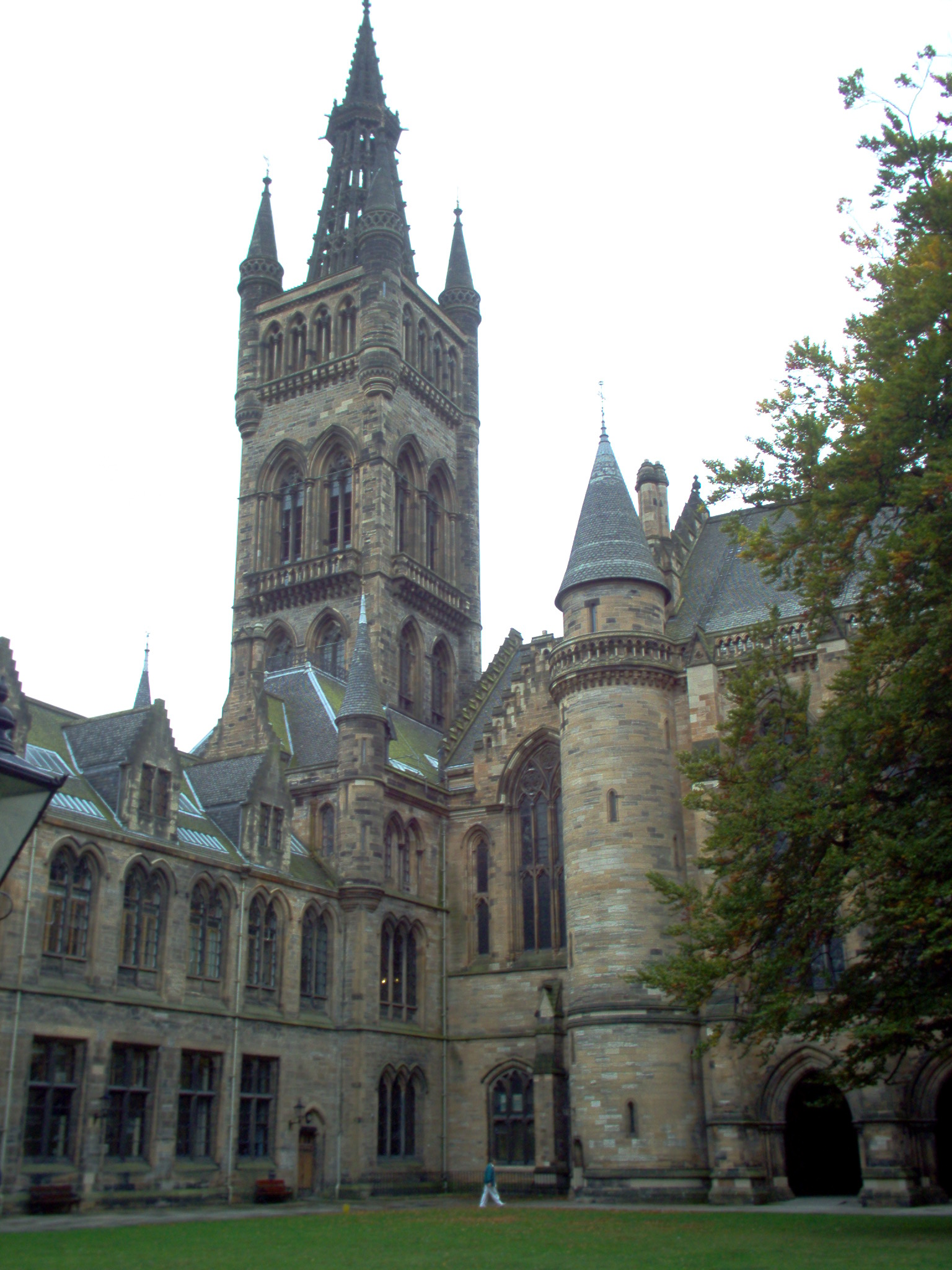
Università di Glasgow

| Mese      | Max (°C) | Min (°C) | Media (°C) |
| gennaio   | 7        | 2        | 4          |
| febbraio  | 8        | 2        | 5          |
| marzo     | 10       | 3        | 6          |
| aprile    | 13       | 5        | 9          |
| maggio    | 16       | 7        | 12         |
| giugno    | 18       | 10       | 14         |
| luglio    | 20       | 12       | 16         |
| agosto    | 19       | 12       | 15         |
| settembre | 17       | 10       | 14         |
| ottobre   | 13       | 7        | 10         |
| novembre  | 10       | 4        | 7          |
| dicembre  | 7        | 2        | 4          |

Riferimento: (EN)  MetOffice

## Storia
La città sorge su un antico insediamento dell'età del bronzo e la tradizione vuole che sia stata fondata da san Mungo nel VI secolo d.C. Al santo è dedicata la cattedrale cittadina, la St. Mungo's Cathedral. Anticamente veniva denominata Cleschu o Glaschu, il cui significato sembra essere quello di "cara familia", ovvero la "cara comunità" di san Mungo. Alla morte di san Mungo, intorno al 590 d.C., Glasgow non era più di un villaggio, ma, grazie all'espansione favorita dai re scozzesi, nel 1110 la sua importanza era tale da essere designata sede vescovile dal Papa.
Nel 1451 proprio un papa, Papa Niccolò V, emanò una bolla papale con la quale veniva istituita l'Università di Glasgow: fu la quarta università ad essere istituita in Gran Bretagna, dopo quelle inglesi di Oxford e Cambridge e quella scozzese di St. Andrews. Divenne così anche un importante centro d'insegnamento e di ricerca.
Durante l'era vittoriana Glasgow era la "seconda città dell'Impero britannico" e possedeva anche il maggiore porto commerciale dell'oceano Atlantico nonché il più grande cantiere navale al mondo, famoso per aver varato molti e rivoluzionari vascelli tra cui il Queen Mary, il Queen Elizabeth od anche il Royal Yacht Britannia. Lo sviluppo industriale della città crebbe notevolmente fino a raggiungere l'apice agli inizi del Novecento.
Nei primi anni del '900 iniziò il declino della città che si accentuò soprattutto durante il periodo della grande depressione. Dopo gli anni sessanta la crisi coinvolse anche i maggiori cantieri navali del Clydebank e molti di essi furono costretti a chiudere, non prima però di aver varato l'ennesima nave simbolo del Regno Unito, la Queen Elizabeth 2.
La città negli ultimi anni si è trasformata in una città elegante e con uno spiccato senso della cultura, tanto da essere nominata nel 1990 come città europea della cultura.
Degno di nota è il fatto che Glasgow sia convenzionalmente considerata la città natale di uno dei personaggi immaginari più famosi e amati nel mondo: Paperon de' Paperoni.

## Cultura

### Musei

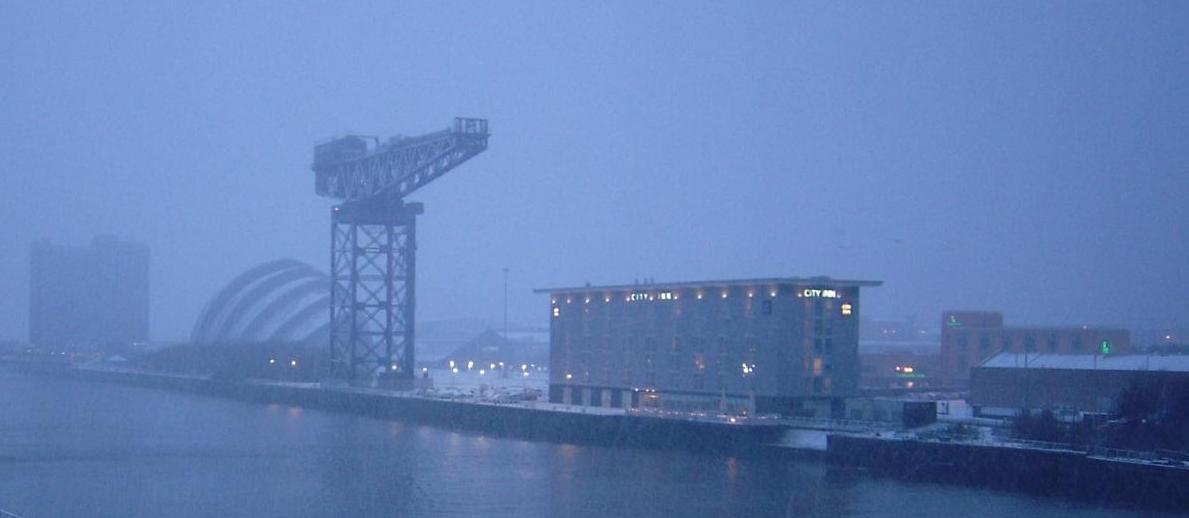
Vista invernale del fiume Clyde nella zona dell'armadillo

- Kelvingrove Art Gallery and Museum
- The Burrell Collection
- Fossil Grove
- Glasgow Botanic Gardens
- The Gallery of Modern Art (GOMA)
- McLellan Galleries
- Museum of Transport
- The People's Palace
- Pollock House
- Provand's Lordship
- St Mungo Museum of Religious Life an Art
- Scotland Street School Museum

### Musica
A Glasgow hanno sede le principali istituzioni musicali scozzesi, come la Scottish Opera, la Royal Scottish National Orchestra e l'Orchestra Sinfonica Scozzese della BBC.

### Media
A Glasgow ha la sua sede prinicipale l'emittente regionale pubblica BBC Scotland.

## Sport

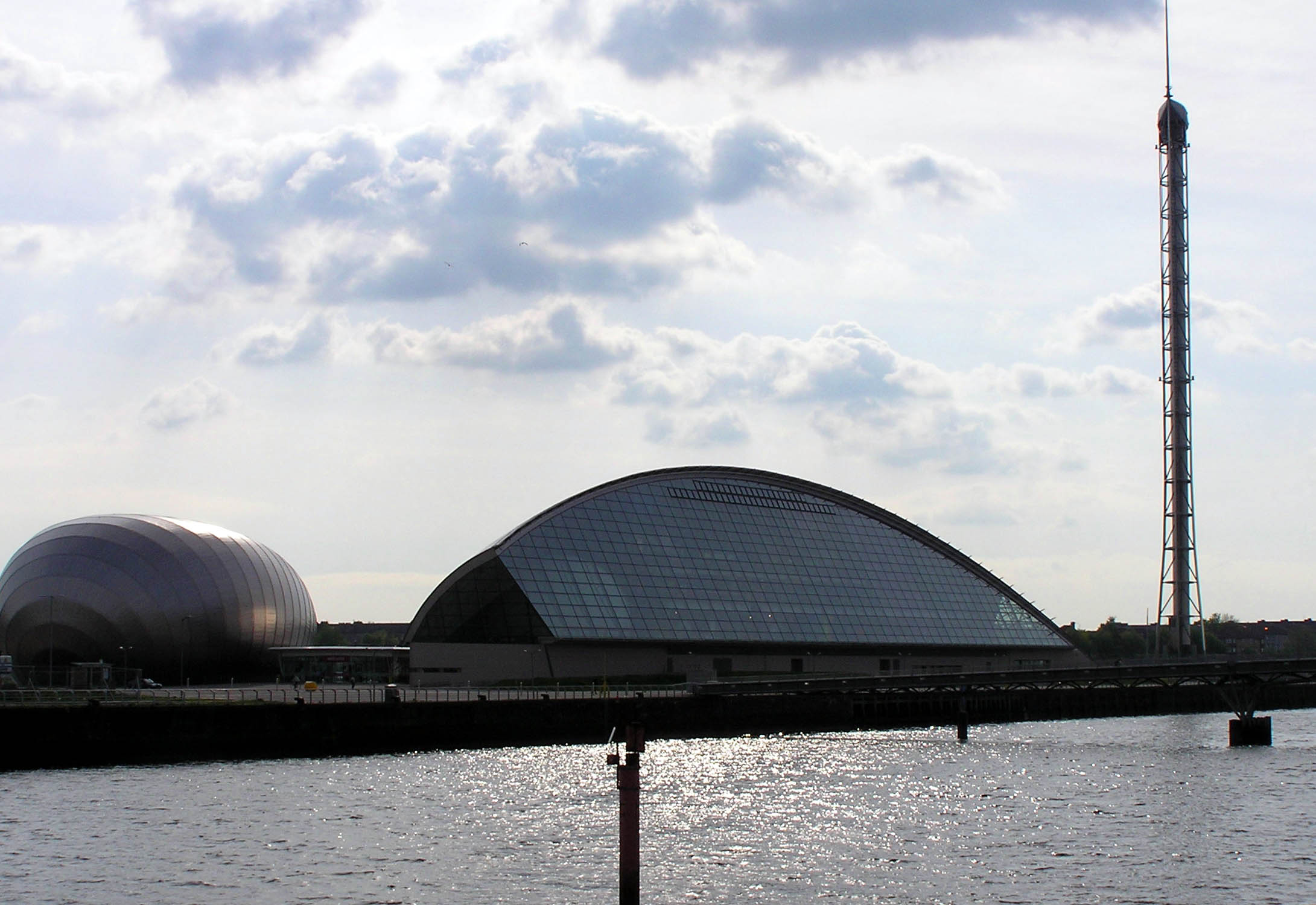
Glasgow Science Centre.

Glasgow ha una lunga storia sportiva. Qui si giocò la prima partita di calcio internazionale nel 1872 all'Hamilton Crescent del Club di Cricket della Scozia occidentale nell'area Partick di Glasgow. L'incontro fu quello tra la nazionale scozzese e quella inglese e fini con il risultato di 0-0.
La città ha oggi 2 squadre di calcio importanti cioè i Rangers e il Celtic e che hanno ottenuto ottimi risultati anche a livello internazionale come la vittoria del Celtic in Coppa dei Campioni del 1967 (2-1 contro l'Inter in finale) e la vittoria dei Rangers in Coppa delle Coppe nel 1972. Le due squadre sono anche proprietarie di due tra i più grandi stadi della Scozia: il Celtic Park con 60 832 posti ed Ibrox Stadium con una capienza di 50.411 posti. Il derby di Glasgow, l'Old Firm, è una delle sfide più accese a livello Mondiale: una sfida che va ben oltre il calcio, coinvolgendo anche la religione (i tifosi del Celtic sono cattolici, quelli dei Rangers protestanti) e la politica (i tifosi del Celtic sono filo-irlandesi e indipendentisti, quelli dei Rangers unionisti). Oltre ad Ibrox e al Celtic Park, a Glasgow si trova anche Hampden Park, stadio della nazionale scozzese di calcio.
Altre squadre minori ma comunque a livello storico e di palmares importanti, sono il Queen's Park Football Club, la squadra più antica di Scozia, gioca le sue gare all'Ibrox Stadium, conta oltre 40 anni di Scottish Premiership e 10 Scottish Cup e 2 Scottish Championship  nel suo palmares, il Partick Thistle Football Club, vincitore di 1 Coppa di Scozia, 1 Scottish League Cup e 6 campionati di Scottish Championship, oltre a 90 anni di Scottish Premiership; Queste due squadre sono tuttora militanti in Scottish Championship. Contando l'area metropolitana, possiamo trovare il Clyde Football Club, 5 Scottish Championship e 3 Scottish Cup nel palmares oltre a 40 anni di Scottish Premiership, milita nella Scottish League Two e il Clydebank Football Club, con 10 anni di militanza in Scottish Premiership, gioca attualmente nelle serie regionali scozzesi.
A livello calcistico femminile, invece, la città ospita inoltre l'indiscusso leader del campionato scozzese femminile di calcio, il Glasgow City, club che ha dominato la Scottish Women's Premier League quasi ininterrottamente dal 2008, rappresentando costantemente il calcio femminile scozzese prima in UEFA Women's Cup e poi in UEFA Women's Champions League nel torneo UEFA di categoria, ottenendo il suo miglior risultato nell'edizione 2014-2015 raggiungendo i quarti di finale.
I Glasgow Warriors di rugby partecipano al Pro14, torneo riservato a dodici selezioni che rappresentano il meglio del rugby irlandese, gallese, scozzese, italiano e dal 2017 anche 2 squadre sudafricane.

## Infrastrutture e trasporti
Ad ovest della città è situato l'Aeroporto Internazionale di Glasgow. Nella vicina città di Prestwick è presente l'Aeroporto Internazionale di Glasgow Prestwick usato soprattutto dalle compagnie aeree low cost e dal traffico cargo. La città è inoltre collegata all'Aeroporto di Edimburgo tramite un efficiente servizio navetta.
In città è presente una tra le più importanti stazioni ferroviarie della Gran Bretagna, la Glasgow Central Station. Sono inoltre presenti numerose altre stazioni (ad esempio Bellgrove, Jordanhill, Crossmyloof, di Queen Street e di High Street).

### Metropolitana di Glasgow
La Metropolitana di Glasgow (in inglese: Glasgow Underground, e prima del 1936 Glasgow District Subway) è una delle più antiche al mondo, essendo stata aperta il 14 dicembre 1896.

## Amministrazione

### Gemellaggi
Glasgow è gemellata con varie città nel mondo tra cui:
| - L'Avana, dal 2002 - Torino, dal 2003 - Norimberga, dal 1985 - Rostov, dal 1986 - Caltanissetta, dal 2022 | - Dalian, dal 1997 - Lahore, dal 2006 - Betlemme, dal 2007 - Washington - Montpellier, dal 2006 |